# Cedronella canariensis
Cedronella es un género monotípico de plantas con flores de la familia Lamiaceae. Su única especie: Cedronella canariensis (L.) Webb & Berthel., Hist. Nat. Iles Canaries 3: 87 (1845), es originaria de Macaronesia.

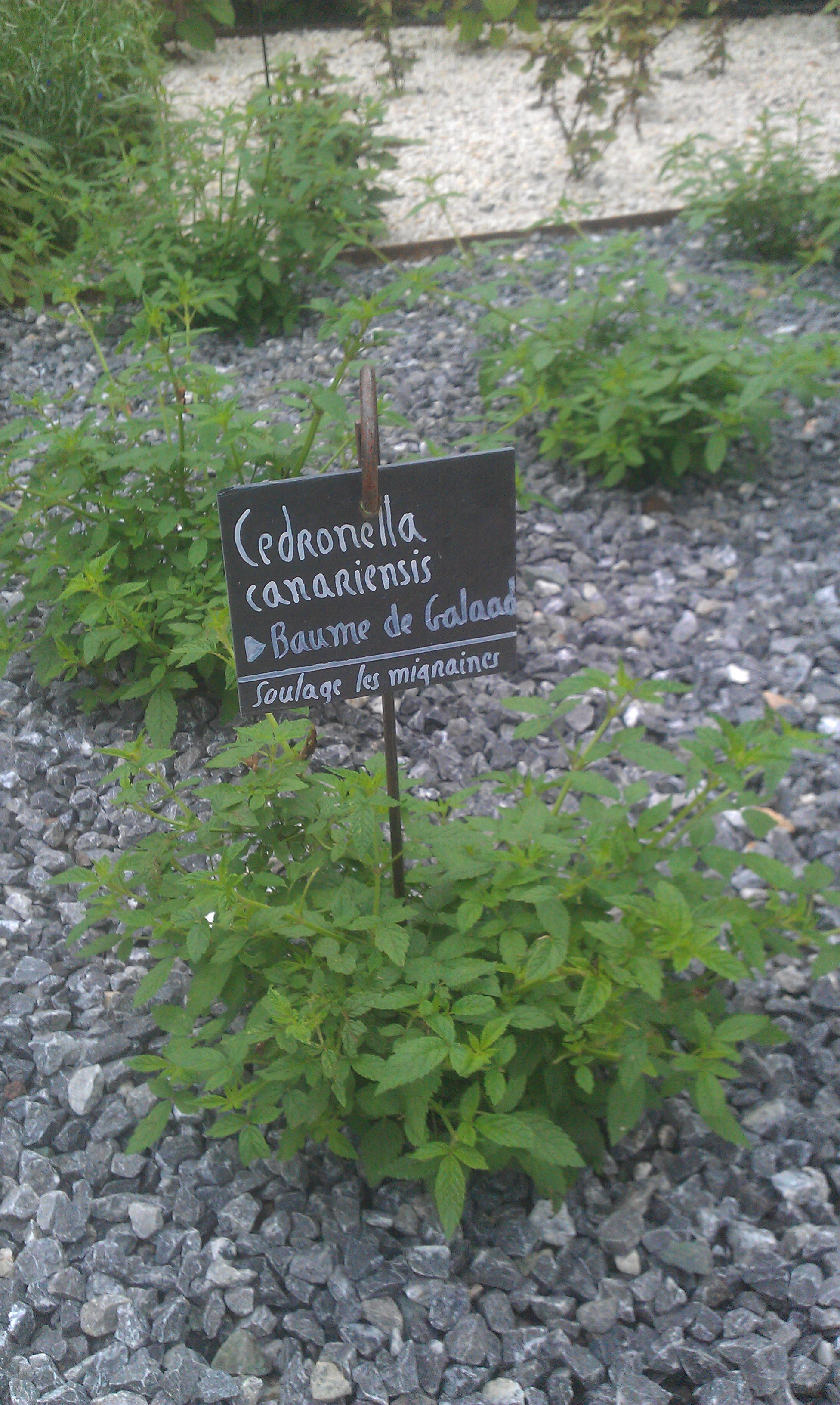
Vista de la planta

## Descripción
Cedronella canariensis es un endemismo macaronésico, presente en Canarias y también citada en Madeira y en la isla de Santa Maria, en las Azores. Dentro de Lamiaceae se diferencia claramente por sus hojas trifoliadas y sus inflorescencias terminales de flores rosadas. Se conoce como "algaritofe o garitopa".

## Taxonomía
Cedronella canariensis fue descrita por (L.) Webb & Berthel.  y publicado en Journal of Botany, British and Foreign 66: 141. 1928.

## Etimología
Cedronella: nombre genérico que es una adaptación de la palabra italiana citronella, que hace alusión al aroma a limón que desprenden las hojas al frotarlas.
canariensis: epíteto que hace referencia del archipiélago canario, en su sentido más amplio.

## Sinonimia
- Dracocephalum canariense L., Sp. Pl.: 594 (1753).
- Cedronella triphylla Moench, Methodus: 411 (1794).
- Dracocephalum balsamicum Salisb., Prodr. Stirp. Chap. Allerton: 87 (1796).
- Dracocephalum ternatifolium Stokes, Bot. Mat. Med. 3: 329 (1812).
- Brittonastrum triphyllum (Moench) Lyons, Plant Nam., ed. 2: 81 (1907).
- Cedronella madrensis M.E.Jones, Contr. W. Bot. 12: 70 (1908).[3]

## Nombres comunes
- alcanfor de Canarias, algaritofe de Canarias, melisa de Canarias, neta de Canarias.[4]